# 갱 (음악 그룹)
갱(Gang)은 1998년 김지훈이 리더로서 주도한 대한민국의 프로젝트 힙합 댄스 음악 그룹이며 가수 겸 작곡가 오지훈이 데뷔 싱글 음반의 프로듀서를 맡았다.

## 활동
1998년 8월에 싱글 음반을 발표하여 프로젝트 활동 후 그 해 1998년 11월 해체하였다.
활동 시기의 작품으로는 《골목길》, 《비연》, 《쉽지 않아》라는 작품들이 있으며 이 가운데 《골목길》이라는 작품은 이재민의 오리지널 원곡을 리메이크한 작품이다.

## 구성원
- 김지훈 - 리더, 보컬.
- 김석민 - 랩.
- 김진 - 보컬, 랩.

## 같이 보기
- 오락실